# Consejo Federal de Medio Ambiente
El Consejo Federal de Medio Ambiente (COFEMA) es la máxima autoridad ambiental de la República Argentina constituido el 31 de agosto de 1990 en la ciudad de La Rioja. Sin embargo, recién el 5 de julio de 1993 el COFEMA fue reconocido por los gobiernos provinciales —en el Pacto Federal Ambiental— como un instrumento válido para la regulación y coordinación de la política ambiental. 
Esta nueva institucionalidad ambiental del país se definió en el año 2002, cuando el Congreso de la Nación Argentina aprobó la Ley General de Ambiente Nro. 25.675 (de presupuestos mínimos), en la cual se ratifica el Acta Constitutiva del COFEMA y el Pacto Federal Ambiental subcripto en Luján.
El COFEMA está compuesto por un representante del Estado nacional, actualmente el subsecretario de ambiente, la máxima autoridad ambiental de cada una de las provincias y la Ciudad Autónoma de Buenos Aires. Está presidido por Federico Javier Cacace, Secretario de Ambiente y Desarrollo Sustentable de la provincia de San Luis, y su vicepresidente Juan José Rivera, Secretaría de Ambiente y Control del Desarrollo Sustentable de la provincia de Chubut.

## Reglamento
Es una personería jurídica pública

## Función
1. Formular una política ambiental integral, tanto en lo preventivo como en lo correctivo, sobre la base de los diagnósticos correspondientes, teniendo en consideración las escalas locales, provinciales, regionales, nacionales e internacionales.[2]
2. Coordinar estrategias y programas de gestiones regionales y nacionales en el medio ambiente, propiciando políticas de concertación como modo permanente de accionar, con todos los sectores de la Nación involucrados en la problemática ambiental.
3. Formular políticas de utilización conservante de los recursos del medio ambiente.
4. Promover la planificación del crecimiento y desarrollo económico con equidad social en armonía con el medio ambiente.
5. Difundir el concepto de que la responsabilidad en la protección y/o preservación del ambiente debe ser compartida entre comunidad y estado.
6. Promover el ordenamiento administrativo para la estrategia y gestión ambiental en la nación, provincias y municipios.
7. Exigir y controlar la realización de estudios de impacto ambiental, en emprendimientos de efectos interjurisdiccionales, nacionales e internacionales.
8. Propiciar programas y acciones de educación ambiental, tanto en el sistema educativo formal como en el informal, tendientes a la elevación de la calidad de vida de la población.
9. Fijar y actualizar los niveles exigidos de calidad ambiental y realizar estudios comparativos, propiciando la unificación de variables y metodologías para el monitoreo de los recursos ambientales en todo el territorio nacional.
10. Constituir un banco de datos y proyectos ambientales.
11. Gestionar el financiamiento internacional de proyectos ambientales.

## Comisiones
Las Comisiones son creadas por la Asamblea del COFEMA, pudiendo ser de carácter transitorio por el período de un año, en que se establecen las Autoridades del Consejo. Durante la Asamblea los representantes provinciales ante el Consejo nombrarán un coordinador para garantizar el funcionamiento de la Comisión, generar informes que les sean requeridos por la Asamblea, informar a la Secretaría Ejecutiva sobre la agenda de reuniones, los registros de convocatoria, consulta y funcionamiento.
Estas Comisiones podrán funcionar a través de procesos de consulta por medios electrónicos, permitiendo de este modo un permanente funcionamiento de las mismas. Anualmente el COFEMA viene efectuando la integración de las Comisiones para el período.

## Autoridades (2025)
Según el sitio oficial del Ministerio de Ambiente de la Nación, las autoridades del COFEMA para el año 2025 son:
Presidente: Federico Javier Cacace (Secretario de Ambiente y Desarrollo Sustentable de la provincia de San Luis).  
Vicepresidente: Juan José Rivera (Secretario de Ambiente y Control del Desarrollo Sustentable de la provincia de Chubut).

### Representación por regiones
| Región          | Jurisdicción        | Representante                                                                                       |
| --------------- | ------------------- | --------------------------------------------------------------------------------------------------- |
| NOA             | Titular: Jujuy      | María Inés Zigarán - Ministra de Ambiente                                                           |
| NOA             | Alterno: Tucumán    | Facundo Moreno Majnach - Subsecretario de Ambiente                                                  |
| NEA             | Alterno: Entre Ríos | Rosa Hojman - Secretaria de Ambiente                                                                |
| NEA             | Titular: Chaco      | Ministerio de Producción y Desarrollo Económico Sostenible Mariano Moro - Subsecretario de Ambiente |
| CENTRO          | Titular: Córdoba    | María Victoria Flores - Ministra de Ambiente y Economía Circular                                    |
| CENTRO          | Alterno: CABA       | Natalia Persini - Subsecretaria de Ambiente                                                         |
| CUYO            | Titular: San Juan   | Federico Ríos - Secretario de Ambiente Gustavo Mercado-Director de Bosques                          |
| CUYO            | Alterno: Mendoza    | Jimena Latorre - Ministra de Energía y Ambiente Nuria Ojeda- Subsecretaria de Ambiente              |
| PATAGONIA NORTE | Titular: La Pampa   | Vanina Basso - Secretaria de Ambiente y Cambio Climático                                            |
| PATAGONIA NORTE | Alterno: Río Negro  | María Judith Jimenez - Secretaria de Ambiente y Desarrollo Sustentable                              |
| PATAGONIA SUR   | Titular: Chubut     | Juan José Rivera - Secretario de Ambiente y Control del Desarrollo Sustentable                      |
| PATAGONIA SUR   | Alterno: Santa Cruz | Hugo René Nuñez- Secretario de Estado de Medio Ambiente                                             |

## Estados Federales Integrantes
Las Jurisdicciones federales que componen el COFEMA: